# فغر الأمعاء
فَغْر الأمعاء إجراء جراحة لإنشاء فتحة دائمة (تسمى فغرة ) من خلال جدار البطن إلى الأمعاء ( الأمعاء الدقيقة أو الأمعاء الغليظة ). تتم تسمية الأنواع المختلفة من فغر الأمعاء وفقًا لجزء الأمعاء الذي يُفغر. تعتمد مؤشرات الجراحة والمضاعفات على موقع فغر الأمعاء.  يمكن استخدام فغر المعدة والأمعاء لتوفير التغذية في اضطرابات الجهاز الهضمي.  تطور الفتق في كل من مواقع فغر الأمعاء الدائمة والمؤقتة هي من المضاعفات الشائعة.
| نوع الأمعاء         | قطعة معوية      |
| ------------------- | --------------- |
| فغر العفج           | عفج             |
| فغر الصائم          | الصائم          |
| فغر اللفائفي        | الامعاء الغليظة |
| فغر الأعور          | أعور            |
| فغر الزائدة الدودية | زائدة دودية     |
| فغر القولون         | أمعاء غليظة     |